# Tomáš Fejfar
Tomáš Fejfar (16. května 1951 – říjen 2023) byl český politik, v letech 1990 až 1996 postupně poslanec České národní rady a Poslanecké sněmovny za Občanské fórum, později za ODS.

## Biografie
Ve volbách v roce 1990 byl zvolen za Občanské fórum do České národní rady. Mandát obhájil ve volbách v roce 1992, nyní již za ODS (volební obvod Jihomoravský kraj). Zasedal ve výboru pro právní ochranu a bezpečnost.
Za svého působení v ČNR přesvědčil klub OF aby hlasoval proti obnově zemského zřízení a obnově samosprávné Moravskoslezské země. Od vzniku samostatné České republiky v lednu 1993 byla ČNR transformována na Poslaneckou sněmovnu Parlamentu České republiky. Zde setrval do konce funkčního období, tedy do voleb v roce 1996. V parlamentu se zaměřoval na bezpečnostní a armádní tematiku. V roce 1994 vyzval k rezignaci ministra obrany Antonína Baudyše. Pocházel z okresu Jihlava a koncem roku 1994 byl navržen na členství ve výkonné radě ODS. V roce 1995 na něj hodlal podat trestní oznámení předseda Strany zelených Jaroslav Vlček kvůli tomu, že měl o Vlčkovi tvrdit, že je agentem ruské zpravodajské služby. Nakonec se spor vyřešil Fejfarovou omluvou.
V sněmovních volbách v roce 1996 byl po stranických primárkách zařazen na nevolitelné místo jihomoravské kandidátky ODS. Poté, co skončila jeho poslanecká kariéra se ohledně své budoucnosti vyjádřil s tím, že do senátu kandidovat nebude, ale chce být poblíž politiky, třeba jako poradce, a rád by se věnoval bezpečnostní politice.
V listopadu 1996 podal trestní oznámení na neznámého pachatele, který se měl podle Fejfara dopustit trestného činu tím, že vyrobil a předal redakci deníku Práce podvržené dokumenty, které měly vyvolat dojem, že poslanec Fejfar byl během svého poslaneckého mandátu sledován BIS. V roce 1997 se uvádí jako tajemník poslaneckého klubu ODS. Jako tajemník klubu ODS je zmiňován ještě v roce 2007.
Zemřel v říjnu 2023 ve věku 72 let.